# Wydrza Kępa
Wydrza Kępa – niezamieszkana polska wyspa na południe od wyspy Wolin, od której jest oddzielona przez kanał Wielka Struga. Zachodni brzeg ogranicza struga Gęsia, wschodni Kacza, a południowy Stara Świna.
Wyspa wchodzi w obszar Wolińskiego Parku Narodowego, podobnie jak sąsiednie wyspy: Koprzywskie Łęgi, Wielki Krzek, Wiszowa Kępa, Trzcinice, Gęsia Kępa, Warnie Kępy, Koński Smug. Administracyjnie należy do miasta Świnoujście. 
W 1997 r. na Wydrzej Kępie stwierdzono występowanie wymierającej rośliny aster solny. Większą część powierzchni wyspy obejmuje szuwar z oczeretem Tabernemontana. Podczas cofki Wydrza Kępa może zniknąć całkowicie pod wodą.
Nazwę Wydrza Kępa wprowadzono urzędowo w 1949 roku, zastępując poprzednią niemiecką nazwę wyspy – Treumanns Wiesen.